# Oza
|  | Aquest article tracta sobre l'antic municipi d'Oza. Vegeu-ne altres significats a «Oza (desambiguació)». |

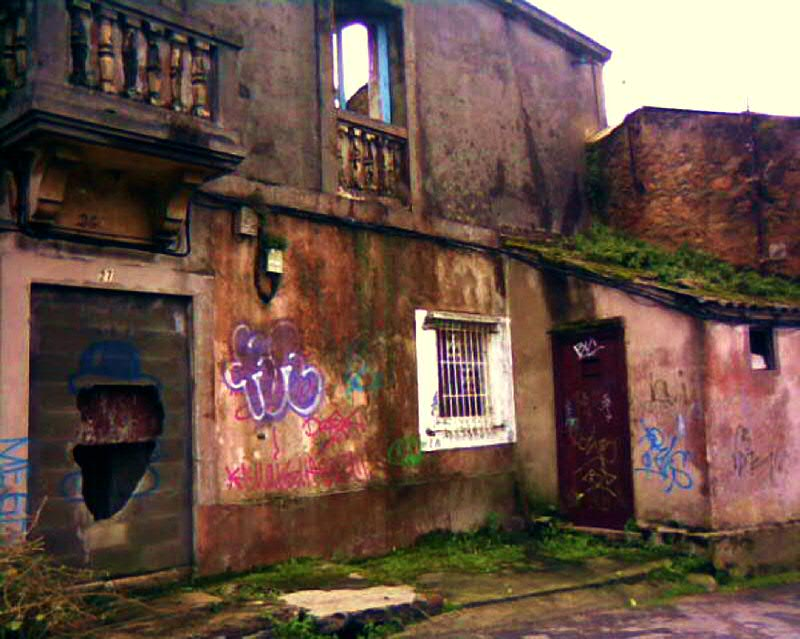
Antic ajuntament d'Oza.

Oza era un antic municipi espanyol a la província de la Corunya, annexionat a la ciutat de la Corunya a començaments del segle xx, concretament el 1912. Encara avui en dia es poden veure vestigis de l'antic poble (avui barri), encara que més que res ja solament són ruïnes envoltades de noves construccions i accessos.
El municipi d'Oza comprenia des de l'actual barri d'Os Castros fins a l'actual barri de Labañou, incloent en el seu terme les parròquies de Santa María de Oza, San Vicenzo de Elviña, San Cristovo das Viñas i San Pedro de Visma. El terme municipal de la Corunya passà d'una extensió de 7,85 km² a 36,84 km². Fins als anys 60 eren zones rurals i encara es conserven les seves esglésies i cementiris parroquials. La parròquia d'Oza conserva el cementiri parroquial (1895), l'església de Santa Maria d'Oza (segle XVI) i la taverna "Os Beles". L'antiga casa consistorial ha desaparegut.